# Socialismo

La bandera roja fue el símbolo clásico del socialismo y el comunismo desde su comienzo.

La estrella roja simboliza el socialismo.

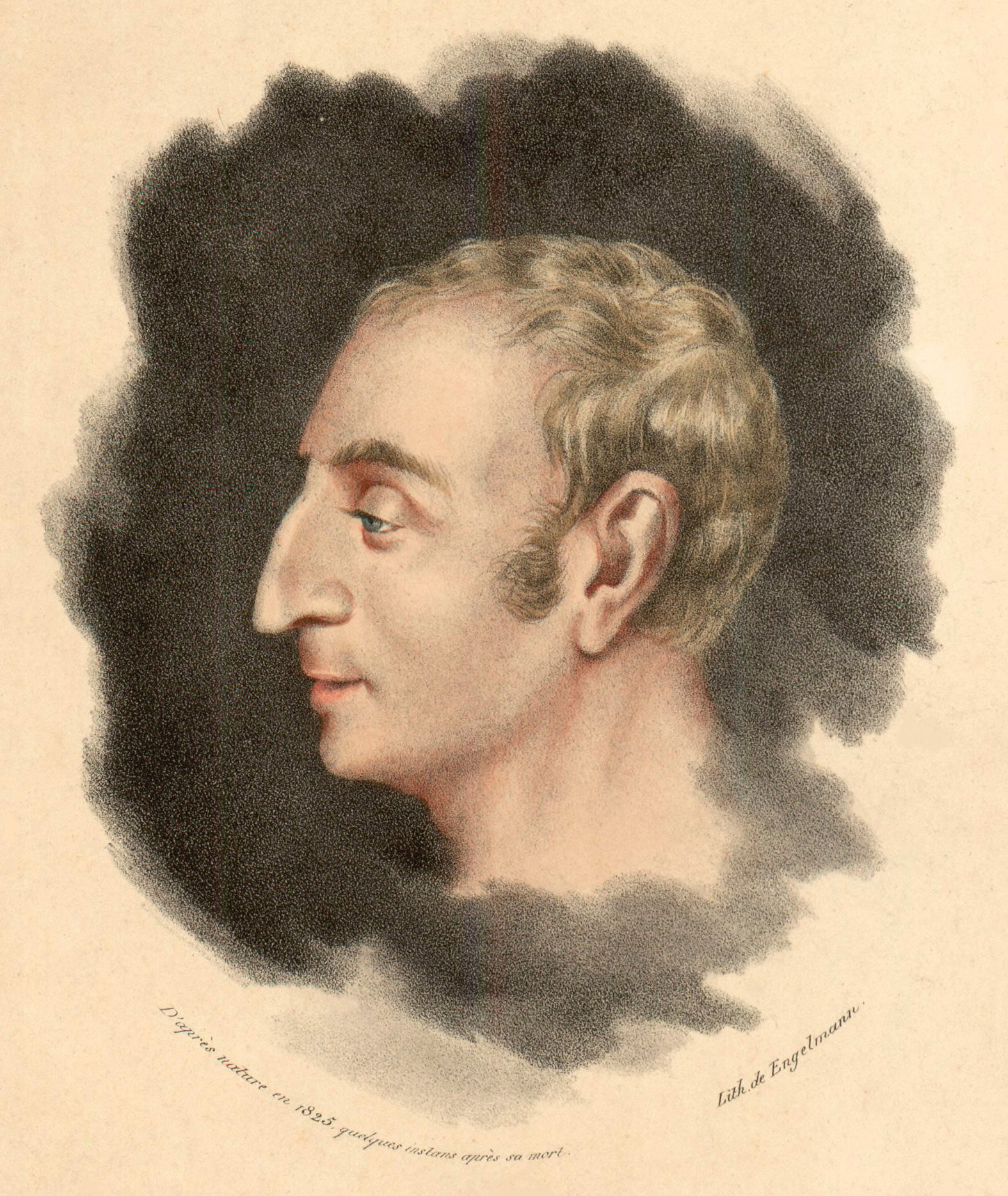
Henri de Saint-Simon, considerado padre de la idea de socialismo como proyecto social y fundador del llamado «socialismo utópico».

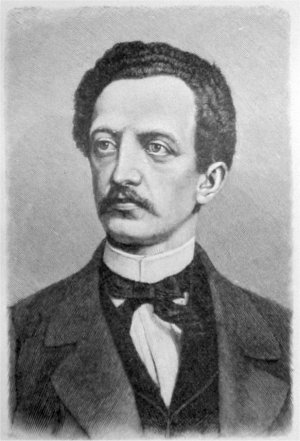
Ferdinand Lassalle, fundador de la centroizquierda política y de la corriente socialista denominada socialdemocracia.

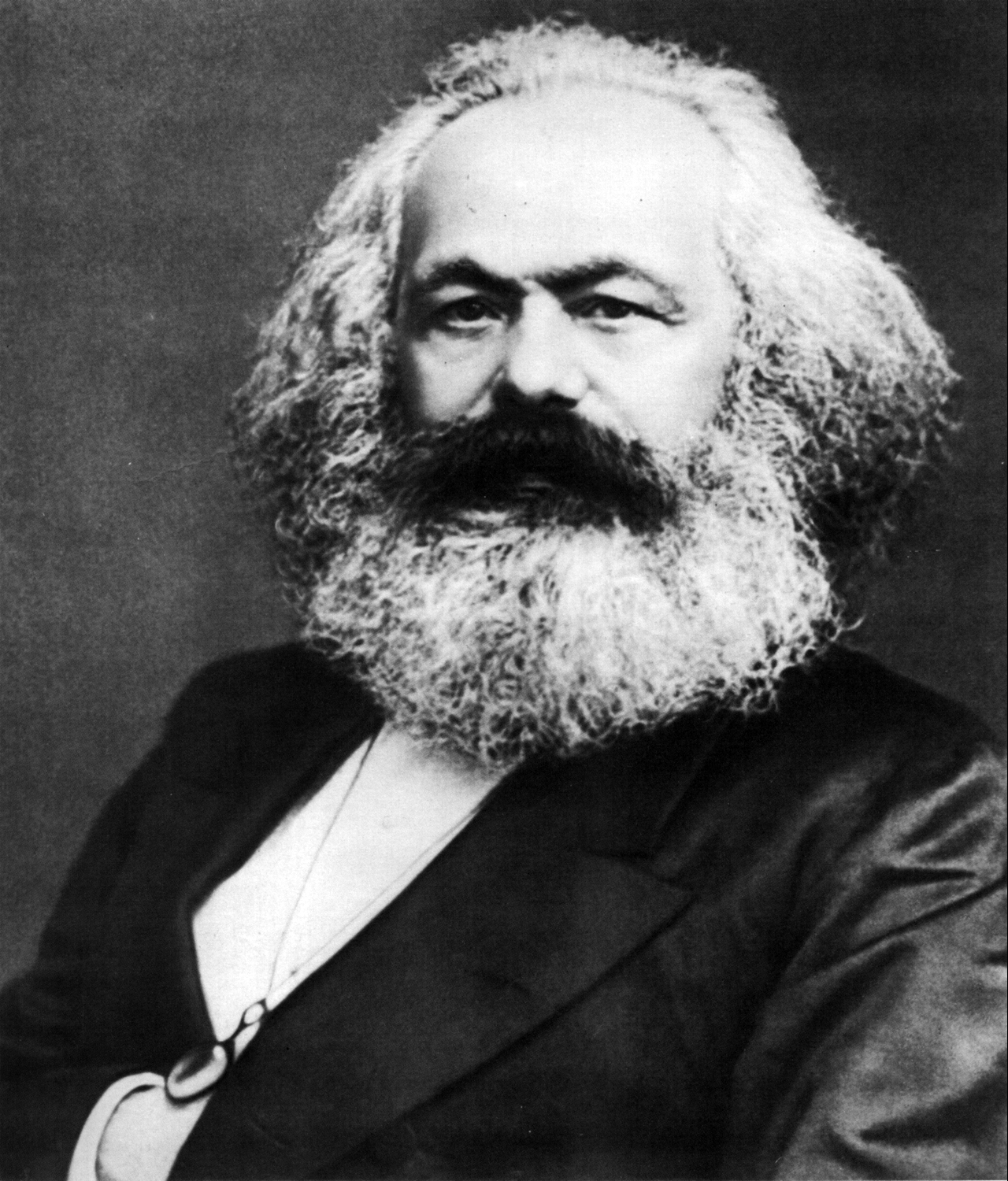
Karl Marx, fundador del llamado «socialismo científico».

El socialismo es una corriente filosófica política, social y económica, y una ideología, que abarca una gama de sistemas socioeconómicos caracterizados por la propiedad social de los medios de producción. Incluye teorías políticas, económicas y los movimientos asociados con tales sistemas. La propiedad social puede ser pública, colectiva o cooperativa. La RAE define el término socialismo como: «Un sistema de organización social y económica basado en la propiedad y administración colectiva o estatal de los medios de producción y distribución de los bienes». El sistema socialista implica, por tanto, una planificación y una organización colectiva consciente de la vida social y económica orientada a la satisfacción de necesidades. No obstante, hay muchos tipos de socialismo y no existe una definición única que las englobe a todas, siendo la propiedad social el elemento común compartido por sus diversas formas cuyo objetivo es sortear las ineficiencias y crisis tradicionalmente asociadas con la acumulación de capital y el sistema de ganancias sobre la base de la explotación laboral.
La ideología socialista critica los males y las injusticias del capitalismo (como la distribución desigual de la riqueza, la feroz competitividad en el mercado, o la incapacidad de autorrealización y desarrollo humano, etc.) trascendiéndolo por un sistema socioeconómico autodenominado moralmente superior.
Subsisten sin embargo criterios encontrados respecto a la necesidad de la centralización de la administración económica mediante el Estado como única instancia colectiva en el marco de una sociedad compleja, frente a la posibilidad de formas diferentes de gestión descentralizada de la colectividad socialista, tanto por vías autogestionarias como de mercado, así como mediante el empleo de pequeñas unidades económicas socialistas aisladas y autosuficientes. El primer acto en que el Estado se manifiesta efectivamente como representante de toda la sociedad: la toma de posesión de los medios de producción en nombre de la sociedad, es a la par su último acto independiente como Estado.
Los sistemas socialistas se dividen en formas de no mercado y de mercado. El socialismo de no mercado implica reemplazar los factores de mercado y el dinero con planificación e ingeniería económica integrada o criterios técnicos basados en cálculos realizados en especie, produciendo así un mecanismo económico diferente que funciona de acuerdo con leyes y dinámicas económicas diferentes a las del capitalismo. El debate del cálculo socialista, originado por el problema del cálculo económico, se refiere a la viabilidad y los métodos de asignación de recursos para una economía planificada socialista, ya sea de forma centralizada o participativa / democrática. Por el contrario, el socialismo de mercado conserva el uso de los precios monetarios, los factores de mercados y, en algunos casos, el ánimo de lucro, con respecto al funcionamiento de las empresas de propiedad social y la asignación de bienes de capital entre ellas. Las ganancias generadas por estas empresas serían controladas directamente por la fuerza laboral de cada empresa o se acumularían a la sociedad en general en forma de dividendo social. (Véase: Economía socialista)
Existen también discrepancias sobre la forma de organización política bajo el socialismo para lograr o asegurar el acceso democrático a la sociedad socialista a clases sociales o poblaciones, frente a la posibilidad de una situación autocrática por parte de las burocracias administrativas. La política socialista ha sido tanto de orientación internacionalista como nacionalista; organizado a través de partidos políticos y opuestos a la política de partidos a veces se superponen con los sindicatos y otras veces son independientes y críticos de ellos; y presente tanto en países industrializados como en desarrollo.
Las formas históricas de la organización social de tipo socialista pueden dividirse entre determinadas evoluciones espontáneas de ciertas civilizaciones de carácter religioso y las construcciones políticas establecidas por proyectos ideológicos deliberados. De estas se destaca el Imperio inca. El movimiento socialista incluye un conjunto de filosofías políticas que se originaron en los movimientos revolucionarios de mediados a finales del siglo XVIII y por preocupación por los problemas sociales asociados con el capitalismo. A finales del siglo XIX, después del trabajo de Karl Marx y Friedrich Engels, el socialismo había llegado a significar oposición al capitalismo y la defensa de un sistema poscapitalista basado en alguna forma de propiedad social de los medios de producción. El socialismo marxista fue más tarde denominado como socialismo científico, caracterizado por la dictadura del proletariado como objetivo para sentar el comunismo (sistema socioeconómico sin clases sociales), en contraposición a autores socialistas anteriores, denominados socialistas utópicos. A lo largo del siglo XIX, los términos "comunismo" y "socialismo" se usaron como sinónimos. Por otro lado, pensadores anarquistas como Pierre-Joseph Proudhon y Mijaíl Bakunin defendieron un socialismo libertario sin Estado en comparación al socialismo de Estado marxista.
A finales del siglo XIX se originó la socialdemocracia dentro del movimiento socialista, apoyando las intervenciones económicas y sociales para promover la justicia social. Mientras conserva el socialismo como un objetivo a largo plazo, desde el período de posguerra ha llegado a abrazar a una economía mixta keynesiana dentro de una economía de mercado capitalista. No fue sino hasta la Revolución Bolchevique con Lenin que el término socialismo llegó a referirse a una "primera fase" a la "fase superior" del comunismo. En la década de 1920, el comunismo y la socialdemocracia se habían convertido en las dos tendencias políticas dominantes dentro del movimiento socialista internacional, con el socialismo mismo convirtiéndose en el movimiento secular más influyente del siglo XX. Mientras que el surgimiento de la Unión Soviética como el primer Estado socialista nominal del mundo condujo a la asociación generalizada del socialismo con el modelo económico soviético, algunos economistas e intelectuales argumentaron que en la práctica el modelo funcionaba como una forma de capitalismo de Estado o una economía administrativa o de mando no planificada. Tras la caída del bloque soviético, el término «socialismo del siglo XXI» de Heinz Dieterich Steffan como "producto de la reflexión sobre el socialismo soviético-oriental del siglo XX" adquirió difusión mundial por varios líderes latinoamericanos como Hugo Chávez de Venezuela y Evo Morales de Bolivia.
Actualmente, las ideas y partidos socialistas que van desde los partidos laboristas hasta las diversas variedades del izquierdismo siguen siendo una fuerza política con diversos grados de poder e influencia en todos los continentes, encabezando gobiernos nacionales en muchos países de todo el mundo, los cuales han adoptado las causas de otros movimientos sociales como el ambientalismo, el feminismo y el progresismo. También se afirma que todas las economías son sistemas híbridos "no simplemente como tipos ideales de todo o nada [...] sino también como variables", como dice Erik Olin Wright, que combinan la propiedad privada, social y estatal siendo más socialistas o menos capitalistas. La mayoría de los principales partidos se reúnen, a nivel internacional, dentro de la Internacional Socialista, y a nivel europeo, dentro del Partido Socialista Europeo. Además de la diversidad vinculada a sus variaciones ideológicas, el socialismo también conoce muchos avatares vinculados a contextos geográficos y culturales, como el socialismo árabe o el socialismo africano.

## Concepto

### Origen de la palabra socialismo
Para Andrew Vincent, "la palabra 'socialismo' encuentra su raíz en el latín sociare, que significa combinar o compartir. El término relacionado, más técnico en el derecho romano y luego medieval fue societas. Esta última palabra podría significar compañerismo, así como la idea más legalista de un contrato consensuado entre hombres libres".
Al parecer la palabra socialismo fue empleada por primera vez por el monje Ferdinando Facchinei en 1766 para referirse a la doctrina de los que defendían el contrato social como el fundamento de la organización de las sociedades humanas. 20 años más tarde, otro autor italiano Appiano Buonafede volvió a utilizarla. El término socialismo también se atribuye en Francia a Pierre Leroux y Marie Roch Louis Reybaud, mientras que en Gran Bretaña se asocia a Robert Owen, quien sus discípulos de Robert Owen ya habían empleado el término ‘socialist’ para designar a los adeptos de la doctrina de Owen por 1827 en el Co-operative Magazine.
Sin embargo, la palabra socialismo, en el sentido moderno del término, no aparece hacia 1830 en Gran Bretaña y en Francia, casi simultáneamente, para designar las ideas de los seguidores de Robert Owen, Henri de Saint-Simon y grupos de Europa occidental que habían surgido de la Revolución Francesa. El primer uso preciso del neologismo se suele atribuir al sansimoniano francés Pierre Leroux quien en el número de octubre-diciembre de 1833 de la Revue encyclopédique publicó un artículo titulado Del individualismo y del socialismo, aunque en él criticaba ambas doctrinas por considerarlas el resultado de la exageración de la idea de libertad, la primera, y de la idea de asociación, la segunda. Sin embargo, en una nota añadida a la reimpresión del artículo años más tarde escribió:

Desde hace algunos años, nos hemos acostumbrado a llamar socialistas a todos los pensadores que se ocupan de reformas sociales, a todos los que critican y reprueban el individualismo… y en este aspecto yo mismo, que siempre he combatido el socialismo absoluto, soy designado hoy como socialista. […] Soy socialista sin duda, si se quiere entender por socialista la doctrina que no sacrifica ninguno de los términos de la fórmula Libertad, Fraternidad, Igualdad, Unidad, sino que todos los aúna.

Entre agosto de 1836 y abril de 1838 Louis Reybaud publicaba en la Revue des deux mondes tres estudios bajo el título de Socialistas modernos dedicados a Saint-Simon, a Charles Fourier y a Robert Owen, y en los que confirmaba que el término socialismo, en su sentido moderno, había surgido hacia 1830.
Como ha destacado Jean-Paul Thomas, toda «palabra nueva, responde a realidades nuevas. Las doctrinas sociales no surgen casualmente a principios del siglo XIX. Tienen como origen inmediato la revolución industrial y la miseria que le acompaña… Contraponen a la búsqueda egoísta del provecho la visión de una comunidad de productores ligados unos a otros por una solidaridad fraternal». Según este autor las raíces del socialismo hay que buscarlas en las propuestas igualitarias de los grupos «radicales» de la Revolución Francesa, como la del enragé Jacques Roux que escribió en 1793, denunciando los acaparamientos de los bienes de subsistencia: «los productos de la tierra, como los elementos, pertenecen a todos los hombres. El comercio y el derecho de propiedad no pueden consistir en hacer morir de miseria y de inacción a nuestros semejantes».

### Distinción entre socialismo y comunismo

Esquema político de izquierda a derecha

Según El manual de Oxford de Karl Marx, "Marx usó muchos términos para referirse a una sociedad poscapitalista: humanismo positivo, socialismo, comunismo, reino de la individualidad libre, asociación libre de productores, etc. Usó estos términos de manera completamente intercambiable. La noción de que 'socialismo' y 'comunismo' son etapas históricas distintas es ajena a su obra y solo entró en el léxico del marxismo después de su muerte".
Unos diez años después de la aparición de los términos «socialismo» y «socialista» surgieron en Francia las palabras «comunismo» y «comunista» y su uso se difundió rápidamente. Étienne Cabet y el neobabuvista Jean-Jacques Pillot las emplearon de inmediato y el adjetivo «comunista» fue usado para referirse a un banquete organizado por Pillot celebrado el 1 de julio de 1840 en las afueras de París en el que participaron más de mil comensales, en su mayoría obreros, y en el que se defendió la necesidad de aplicar reformas que no fueran meramente políticas para alcanzar una «igualdad real». En junio de 1843 el poeta alemán Heinrich Heine, quien desde hacía más de diez años vivía en París, advirtió de su crecimiento: «Los comunistas son en Francia el único partido que merece atención».
Desde Francia los términos «comunismo» y «comunista» se difundieron por los Estados alemanes y por Suiza, gracias al libro de Lorenz von Stein publicado en 1842 en Leipzig con el título El socialismo y el comunismo en la Francia de hoy (Der Sozialismus und Communismus des heutigen Frankreichs) —Wilhelm Weitling, August Becker y otros los utilizaron enseguida—, y también por Gran Bretaña a través de otros canales. Así el término «comunismo» fue sustituyendo progresivamente al originario de «socialismo» o al menos se confundió con él.
En la década de 1830, en general, la palabra "socialismo" llegó a significar casi cualquier tipo de reforma con el propósito de mejorar la situación del proletariado y "comunismo" como más extremo que el socialismo. Una distinción generalizada era que el socialismo socializaba solo la producción, mientras que el comunismo socializaba tanto la producción como el consumo.
Según Jean Bruhat, en la década de 1840 «comunista» y «socialista» no eran términos completamente equivalentes ya que los comunistas se distinguían por unas ideas que en ellos estaban más claramente afirmadas que en los socialistas, como la realidad de la lucha de clases de la que se derivaba la necesidad de la revolución —la conquista del Estado— para alcanzar la nueva sociedad, pues para cambiar al hombre había que cambiar el régimen económico y social en el que vivía, como lo advirtió el neobabuvista Théodore Dézamy cuando criticaba a los que creían «que para modelar al hombre a su gusto bastaría proponérselo de un modo testarudo y enérgico». Estas diferencias fueron las que motivaron que Karl Marx y Friedrich Engels adoptaran el término «comunista» y no el de «socialista» para llamar a la Liga que fundaron en 1847 y al manifiesto de la misma hecho público al año siguiente.

En Principios del comunismo, un programa de la Liga de los Comunistas que sirvió de borrador para el manifiesto, Engels escribió que había tres tipos de socialistas: los socialistas reaccionarios, los socialistas burgueses (antagónicos ambos a los objetivos comunistas) y los socialistas democráticos (que a veces pueden alinearse útilmente con los comunistas). Engels explicó en Contribución al problema de la vivienda que: "La característica esencial del socialismo burgués es que pretende conservar la base de todos los males de la sociedad presente, queriendo al mismo tiempo poner fin a estos males". Esta clasificación se mantuvo en el Manifiesto Comunista.

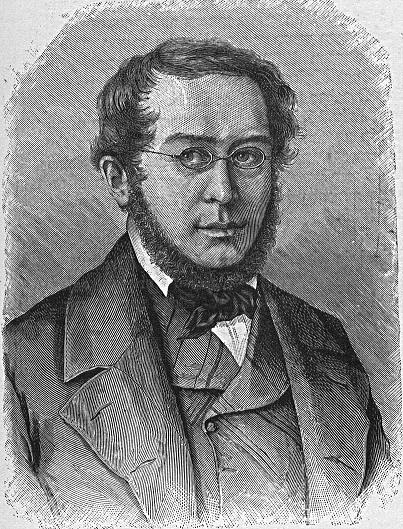
Pierre-Joseph Proudhon. Sus pensamientos sobre el socialismo libertario (mutualismo) inspiraron profundamente a Karl Marx.

En sus críticas mutuas, tanto Marx como Pierre-Joseph Proudhon aceptaron que el "comunismo" y "socialismo" eran distintos. En la Europa cristiana, se creía que los comunistas habían adoptado el ateísmo. En la Inglaterra protestante, el término comunismo se parecía al nombre del rito de la comunión de la Iglesia católica, por lo que socialista era el término preferido. El filósofo británico John Stuart Mill discutió una forma de socialismo económico dentro de un contexto liberal que más tarde se conocería como socialismo liberal. En ediciones posteriores de sus Principios de economía política (1848), Mill argumentó además que "en lo que respecta a la teoría económica, no hay nada en principio en la teoría económica que excluya un orden económico basado en políticas socialistas" y promovió la sustitución de las empresas capitalistas por cooperativas de trabajadores.
La definición y el uso del socialismo se estableció en la década de 1860, reemplazando a asociacionista, cooperativo y mutualista que se habían utilizado como sinónimos mientras el comunismo cayó en desuso durante este período. Una de las primeras distinciones entre comunismo y socialismo fue que el último tenía como objetivo socializar únicamente la producción, mientras que el primero tenía como objetivo socializar tanto la producción como el consumo (en forma de libre acceso a los bienes finales). En 1888, los marxistas emplearon el socialismo en lugar del comunismo, ya que este último había llegado a ser considerado un sinónimo antiguo de socialismo.
Engels explicó en el prólogo del Manifiesto de 1890 que “socialismo” designaba un movimiento burgués, el “comunismo” un movimiento obrero debido a que en aquellos años «la parte de los obreros que, convencida de la insuficiencia de las revoluciones meramente políticas, exigía una transformación radical de la sociedad, se llamaba entonces comunista» mientras que la mayoría de los que se hacían llamar «socialistas» «se hallaban fuera del movimiento obrero y buscaban apoyo más bien en las clases "instruidas"», «y como nosotros ya en aquel tiempo sosteníamos muy decididamente el criterio de que "la emancipación de la clase obrera debe ser obra de la clase obrera misma", no pudimos vacilar un instante sobre cuál de las dos denominaciones procedía elegir».
Después de 1848, los términos «socialismo» y «comunismo» se afirmaron y se superpusieron, identificándose en unos períodos y diferenciándose en otros, y también se utilizaron para caracterizar etapas de desarrollo histórico distintas. Marx y Engels cambiaron al uso del término "socialismo", para significar exactamente lo que antes habían querido decir con "comunismo". El sociólogo francés Émile Durkheim afirmó que en el «comunismo», a diferencia del «socialismo», la contribución a la producción común era libre y no planificada mientras que el consumo se vivía en común.
En 1888, el socialismo era de uso general entre los marxistas y fue utilizado para significar lo que antes se había entendido por el término menos popular y más restringido. El programa de Erfurt de Karl Kautsky de 1891 explicó:

"Solo la transformación de la propiedad privada capitalista de los medios de producción (tierra y suelo, pozos y minas, materias primas, herramientas, máquinas, medios de transporte) en propiedad social y la transformación de la producción de bienes en producción socialista llevada a cabo por y para la sociedad puede hacer que la gran empresa y la productividad en constante crecimiento del trabajo social cambien para las clases hasta ahora explotadas de una fuente de miseria y opresión a una fuente de la mayor asistencia social y universal."

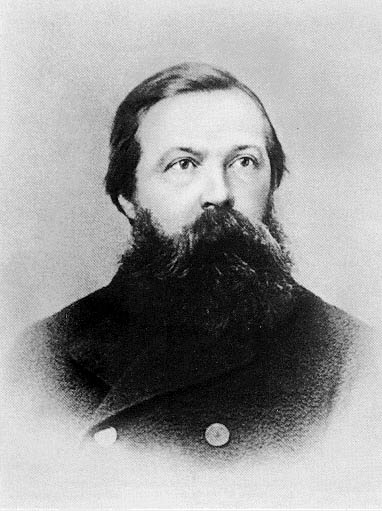
Friedrich Engels, filósofo socialista alemán, compañero de Karl Marx.

Friedrich Engels en Del socialismo utópico al socialismo científico, define el socialismo como un sistema social y económico caracterizado por el control por parte de la sociedad, organizada con todos sus integrantes, tanto de los medios de producción como de las diferentes fuerzas de trabajo aplicadas hacia los mismos. Engels opina que una “sociedad socialista” debe concebirse en un estado de constante cambio y su diferencia con el orden actual consiste en la producción organizada sobre la base de la propiedad común de la nación de todos los medios de producción. Según Engels, el objetivo de un partido socialista es comunista, cuyo último era vencer todo al Estado y superar la "democracia burguesa".
Mientras tanto, los socialistas no marxistas continuaron hablando de una distinción entre socialismo y comunismo, aunque no como etapas sucesivas. En la Crítica del programa de Gotha, Marx diferencia entre una etapa comunista previa en donde el individuo compraría bienes con vales de trabajo, de una etapa superior, en la que cada persona contribuirá según sus capacidades y recibirá acorde a sus necesidades. Poco después en 1917, Lenin en su obra El Estado y la revolución utilizó la palabra «socialismo» para referirse a la primera etapa en la consecución de la sociedad sin clases o «comunismo», caracterizada por la organización colectiva de la producción y la distribución en tanto que el consumo seguiría siendo particular.
Según el marxismo, en un sistema socialista, al establecerse la propiedad social (colectiva) de los medios de producción, desaparece cualquier forma de propiedad privada de los bienes de capital y con esta el capitalismo como forma de apropiación del trabajo asalariado, una forma de explotación por vía económica. Por lo tanto el socialismo constituye el primer paso para la extinción de las clases sociales (o comunismo) dando así por superada la lucha de clases como motor del progreso histórico.
Vladimir Lenin expresó en su escrito "Seis tesis acerca de las tareas inmediatas del poder soviético" que el Estado socialista organizado por la dictadura del proletariado tenía como objetivo sentar las bases del comunismo y se encargaría de la dirección de la economía bajo el modo de producción "socialista" centralizado. El socialismo moderno es, en primer término, por su contenido, fruto del reflejo en la inteligencia, por un lado, de los antagonismos de clase que imperan en la moderna sociedad entre poseedores y desposeídos, capitalistas y obreros asalariados, y, por otro lado, de la anarquía que reina en la producción.

### Socialismo como movimiento político

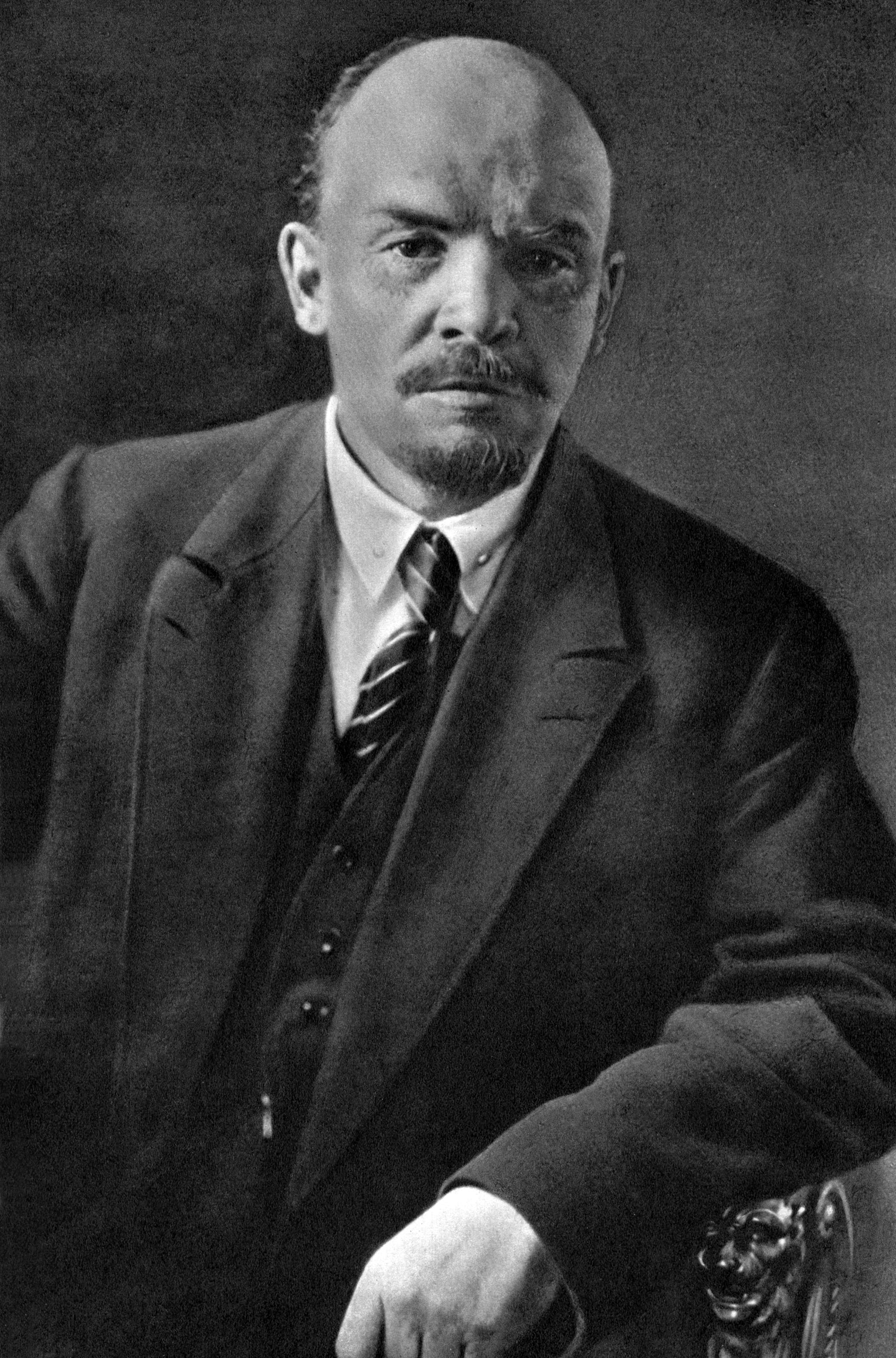
Vladimir Lenin definió el socialismo como un etapa previa al comunismo.

No fue sino hasta 1917 después de la Revolución Bolchevique que Vladimir Lenin se apropió del término para significar una etapa entre capitalismo y comunismo bajo la dictadura del proletariado del que Marx ya hablaba en la Crítica del programa de Gotha. Según Engels, la "forma específica" de esta etapa es la república democrática. No fue sino hasta la Revolución Bolchevique que el término socialismo llegó a referirse a esta etapa previa.
Lenin utilizó el término para defender el programa bolchevique de la crítica marxista de que las fuerzas productivas de Rusia no estaban suficientemente desarrolladas para el comunismo. La distinción entre comunismo y socialismo se hizo notoria en 1918 después de que el Partido Laborista Socialdemócrata Ruso se rebautizara a sí mismo como Partido Comunista de toda la Unión, interpretando comunismo específicamente para significar socialistas que apoyaron la política y las teorías del bolchevismo, leninismo y más tarde del marxismo-leninismo, aunque los partidos comunistas continuaron describiéndose como socialistas dedicados al socialismo.
Por extensión se define como socialista a toda doctrina o movimiento que aboga por su implantación. Frecuentemente existen diferentes movimientos políticos que adoptan el título de Socialismo: desde aquella fecha existen ideas de búsqueda del bien común e igualdad social, hasta los proyectos reformistas de construcción progresiva de un Estado socialista en términos marxistas, o las variantes pre y post-marxistas de socialismo (sean obreristas o nacionalistas), o al intervencionismo, conceptos de socialismo o de sus métodos que pueden variar drásticamente según varíen los interlocutores políticos y que algunas veces se distancian en mayor o menor medida de su etimología: estatistas, nacionalistas, marxistas, cooperativistas, corporativistas gremiales clásicos, socialistas de renta, socialistas de mercado, mutualistas, socialdemócratas modernos, etc.
El socialismo continúa siendo un término de fuerte impacto político, que permanece vinculado con el establecimiento de un orden socioeconómico construido por, para, o en función de, una clase trabajadora organizada originariamente sin un orden económico propio, y para el cual debe crearse uno público (por vía del Estado o no), ya sea mediante revolución o evolución social o mediante reformas institucionales, con el propósito de construir una sociedad sin clases estratificadas o subordinadas unas a otras; idea esta última que no era originaria del ideario socialista sino del comunista y cuya asociación es deudora del marxismo-leninismo. La radicalidad del pensamiento socialista no se refiere tanto a los métodos para lograrlo sino más bien a los principios que se persiguen.
Existen diferencias entre los grupos socialistas, aunque casi todos están de acuerdo en que están unidos por una historia en común que tiene sus raíces en el siglo XIX, en las luchas de los trabajadores siguiendo los principios de solidaridad y vocación a una sociedad igualitaria, con una economía que pueda, desde su punto de vista, servir a la totalidad de la población en vez de a unos pocos.
Por otro lado el significado de facto del socialismo ha ido cambiando con el transcurso del tiempo. Así en el marxismo-leninismo el socialismo es considerado como la fase previa al comunismo, mientras que en la socialdemocracia con el término de socialismo se alude a la redistribución de la riqueza mediante la aplicación de un sistema fiscal progresivo.

## Historia

### La influencia de la Ilustración y el socialismo utópico
Inglaterra fue una de las dos cunas del socialismo «utópico». Existieron dos causas importantes que dan al socialismo utópico inglés su carácter peculiar: la revolución industrial, con su cortejo de miserias para el desarrollo del Proletariado británico, y el desarrollo de una nueva rama de la ciencia: la economía política, concepto asociado a la búsqueda de dominio titular de las ciencias políticas.
En Francia tuvo un carácter más filosófico que en Inglaterra. Su primer representante fue el conde Henri de Saint-Simon, considerado por Engels el creador de la idea en estado embrionario que sería utilizada por todos los socialistas posteriores. Propuso la Federación de Estados Europeos, como instrumento político para controlar el comienzo y desarrollo de guerras. Al mismo tiempo Charles Fourier, concibió los falansterios (comunidades humanas regidas por normas de libre albedrío e ideologías económicas socializadas).
Henri de Saint-Simon contrastó la doctrina liberal del individualismo que enfatizaba el valor moral del individuo mientras enfatizaba que las personas actúan o deberían actuar como si estuvieran aisladas unas de otras. Los socialistas utópicos originales condenaron esta doctrina del individualismo por no abordar las preocupaciones sociales durante la Revolución Industrial, incluida la pobreza, la opresión y las grandes desigualdades en la riqueza. Consideraban que su sociedad dañaba la vida comunitaria al basarla en la competencia. Presentaron el socialismo como una alternativa al individualismo liberal basado en la propiedad compartida de los recursos. Saint-Simon propuso la planificación económica, la administración científica y la aplicación del conocimiento científico a la organización de la sociedad. Por el contrario, Robert Owen propuso organizar la producción y la propiedad a través de cooperativas.

### Los debates entre los socialistas clásicos

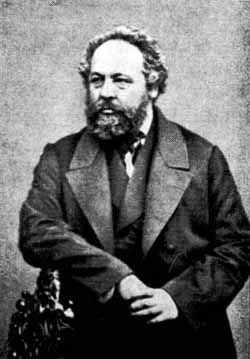
Mijaíl Bakunin, ideólogo político, defensor de la independencia individual y colectiva.

Poco después aparece la teoría comunista marxista que desde una teoría crítica del comunismo, desarrolla una propuesta política: el «socialismo científico». Karl Marx postula en una de sus obras la diferenciación entre «valor de mercado» y «valor de cambio» de una mercancía y la definición de plusvalía, siendo estas sus mayores contribuciones a la economía política; no obstante, los economistas modernos no utilizan estos conceptos del mismo modo que lo hacen los seguidores de la escuela marxista del pensamiento económico, argumentando que la teoría expuesta por Marx no contempla la interacción total de la ciencia económica y se ve parcializada por el comunismo. Entre los socialistas hubo una muy pronta división entre marxistas y anarquistas los cuales eran la esencia más cercana a la ideología marxista. El marxismo como teoría recibió muchas críticas, algunas de ellas constituirán durante muchas décadas la base ideológica de la mayoría de partidos socialistas. Más tarde, a raíz de la Revolución rusa y de la interpretación que le dio Lenin, el leninismo se convertiría en foco de admiración de los partidos comunistas, agrupados bajo la III Internacional.
La teoría marxista se construye conjuntamente con el anarquismo. El anarquismo se podría inscribir dentro de los conceptos tempranos del socialismo, que como ideal busca que las personas decidan sobre sus vidas libre e independientemente; la abolición del Estado y de toda autoridad; exaltando al individuo. Poco después de que Mijaíl Bakunin y sus seguidores se unieran en 1868, la Primera Internacional se polarizó en campos encabezados por Marx y Bakunin. Las diferencias más claras entre los grupos surgieron sobre sus estrategias propuestas para lograr sus visiones. La Primera Internacional se convirtió en el primer foro internacional importante para la promulgación de ideas socialistas. «Que la libertad sin el socialismo es el privilegio, la injusticia; y que el socialismo sin la libertad es la esclavitud y la brutalidad».
La meta del socialismo es construir una sociedad basada en la igualdad, la equidad económica, la iniciativa personal, la cooperación moral de un individuo, promoviendo estructuras políticas y económicas de distribución como por ejemplo el seguro social.

### El socialismo en elsigloXX
El socialismo alcanzó su apogeo político a finales del siglo XX en el bloque comunista de Europa, la Unión Soviética, estados comunistas de Asia y del Caribe.
Durante la segunda mitad del siglo XX fue de gran importancia para el llamado bloque socialista (conjunto de los países controlados por la Unión Soviética tras la contraofensiva en el frente oriental durante la Segunda Guerra Mundial), donde la URSS impuso sistemas de gobierno socialistas dependientes.

En la década de 1920, el comunismo y la socialdemocracia se habían convertido en las dos tendencias políticas dominantes dentro del movimiento socialista internacional, con el socialismo mismo convirtiéndose en el movimiento secular más influyente del siglo XX. Posturas más moderadas como "socialismo liberal" surgieron también como oposición del capitalismo librecambista.
La verdadera pregunta es si estamos preparados para dejar atrás el Estado de laissez-faire del siglo XIX y pasar a una era de socialismo liberal, es decir, un sistema en el que podamos actuar como una comunidad organizada para fines comunes y promover la justicia social y económica, respetando y protegiendo al individuo: su libertad de elección, su fe, su mente y su expresión, su iniciativa y su propiedad. — John Maynard Keynes, "Discurso ante la Sociedad de Investigación Socialista", 1931
Mientras que el surgimiento de la Unión Soviética como el primer estado socialista nominal del mundo condujo a la asociación generalizada del socialismo con el modelo económico soviético, algunos economistas e intelectuales argumentaron que en la práctica el modelo funcionaba como una forma de capitalismo de Estado o una economía administrativa o de mando no planificada.
Tras la Segunda Guerra Mundial, la tensión militar-ideológica entre el bloque socialista, encabezado por la Unión Soviética, y el capitalista, encabezado por Estados Unidos, desembocó en un enfrentamiento político que se conocería como Guerra Fría. Se conoció de ella extraoficialmente y fue la competencia por la superioridad en todos los aspectos y lograr así el dominio completo (pero no directo) de la mayor cantidad de países. Culminó con la disolución política de la URSS, tras una crisis agravada por su situación económica y política y fuertes presiones externas, acompañada de una pronunciada crisis en los demás estados socialistas, principalmente los europeos.

### El socialismo delsigloXXI
El socialismo del siglo XXI es un concepto que aparece en la escena mundial en 1996, a través de Heinz Dieterich Steffan. El término adquirió difusión mundial desde que fue mencionado en un discurso por el entonces presidente de Venezuela, Hugo Chávez, el 30 de enero de 2005, desde el V Foro Social Mundial. Dieterich argumentó que tanto el capitalismo industrial de libre mercado como el socialismo del siglo XX en forma de marxismo-leninismo no han logrado resolver problemas humanitarios urgentes como la pobreza, el hambre, la explotación del trabajo, la opresión económica, el sexismo, el racismo, la destrucción de los recursos naturales y ausencia de una democracia verdaderamente participativa. El socialismo del siglo XXI tiene elementos socialistas democráticos, pero se interpreta principalmente al revisionismo marxista.
En el marco de la Revolución Bolivariana, Chávez señaló que para llegar a este socialismo habrá una etapa de transición que denomina como Democracia Revolucionaria. Hugo Chávez expresó «Hemos asumido el compromiso de dirigir la Revolución Bolivariana hacia el socialismo y contribuir a la senda del socialismo, un socialismo del siglo XXI que se basa en la solidaridad, en la fraternidad, en el amor, en la libertad y en la igualdad» en un discurso a mediados de 2006. Además, este socialismo no está predefinido. Más bien, dijo Chávez «debemos transformar el modo del capital y avanzar hacia un nuevo socialismo que se debe construir cada día».
Los partidos socialistas y las ideas siguen siendo una fuerza política con diversos grados de poder e influencia en todos los continentes, encabezando gobiernos nacionales en muchos países de todo el mundo. Hoy, muchos socialistas también han adoptado las causas de otros movimientos sociales como el ambientalismo, el feminismo y el progresismo.

## Listado de corrientes
| - Comunismo - Socialismo marxista - Socialismo científico - Marxismo - Marxismo-Leninismo - Marxismo-Leninismo-Maoísmo - Marxismo-Leninismo-Maoísmo-Pensamiento Gonzalo - Marxismo-Leninismo-Maoísmo-Camino Prachanda - Estalinismo - Trotskismo - Guevarismo - Maoísmo - Juche - Socialismo con características chinas - Eurocomunismo - Revisionismo - Antirrevisionismo - Socialismo autogestionario - Socialismo con rostro humano - Comunismo de izquierda - Comunismo consejista - Escuela de Fráncfort - Browderismo | - Socialismo de derecha - Socialismo nacional - Socialismo corporativo - Socialismo de guerra - Ecosocialismo (Aunque hay vertientes que si lo son). - Strasserismo Socialismo premarxista - Socialismo utópico - Socialismo ricardiano - Sansimonismo - Owenismo - Falansterio - Comuna de París - Utopía - Comunismo primitivo Anarquismo socialista - Anarquismo socialista - Socialismo libertario - Anarcocomunismo - Anarcosindicalismo - Anarquismo colectivista - Mutualismo | Socialismo bismarckiano - Otto von Bismarck - Socialismo de Estado - Estado social - Kathedersozialismus - Adolph Wagner - Friedrich List - Ferdinand Lassalle Socialismo cristiano - Cuestión social - Socialismo cristiano - Distributismo - Karl Polanyi - Teología de la liberación Socialdemocracia - Socialdemocracia - Socialismo democrático - Socialismo de mercado - Socialismo liberal - New Deal - Sociedad Fabiana - Laborismo - Internacional Socialista - Tercera vía - Socioliberalismo - Keynesianismo | Socialismo tercermundista - Socialismo tercermundista - Chavismo - Nasserismo - Jawaharlal Nehru - Socialismo africano - Kwame Nkrumah - Julius Nyerere - Socialismo árabe - Socialismo desturiano - Socialismo islámico - Partido Baaz - Frente de Liberación Nacional (Argelia) - Muammar Gaddafi - Tercera teoría universal - Sukarno - Pancasila - Marhaenismo - Ne Win - Felipe Carrillo Puerto - Vía birmana al socialismo - Aprismo - Mariateguismo - Partido del Programa Socialista de Birmania - Sun Yatsen - Tres Principios del Pueblo - Socialismo melanesio - Tercermundismo - Movimiento de Países No Alineados |

## Socialismo por lugares
- Socialismo árabe
- Socialismo africano
- Socialismo islámico
- Comunismo soviético
- Socialismo en el Imperio del Japón

## Partidos y organizaciones políticas
- Categoría:Partidos socialistas
- Categoría:Partidos socialistas o socialdemócratas
- Categoría:Organizaciones socialistas
- Anexo:Miembros de la Internacional Socialista

### Conceptos relacionados
- Estado socialista
- Izquierda política
- Justicia social
- Comunismo
- Bien común
- Altruismo
- Holismo
- Cálculo económico
- Colectivismo
- Comunitarismo
- Economía planificada
- Economía mixta
- Estatización
- Socialización de los medios de producción
- Estatismo
- Dirigismo
- Igualitarismo
- Intervencionismo
- Revolución social
- Revolución socialista
- Distribución de la renta
- Keynesianismo
- Estado del bienestar
- Derecho laboral
- Derechos sociales
- Movimiento obrero
- Sindicalismo
- Consejo obrero
- Control obrero
- Asamblea popular
- Anticapitalismo
- Antiimperialismo